# Brestovec Orehovički
Brestovec Orehovički is een plaats in de gemeente Bedekovčina in de Kroatische provincie Krapina-Zagorje. De plaats telt 324 inwoners (2001).